# 利亞零售
利亞零售有限公司（英文：Convenience Retail Asia Limited，港交所：0831）是一家在香港交易所上市的公司，公司主席為馮國經，行政總裁為楊立彬。利亞零售的主要業務為於香港、澳門經營經營119家 聖安娜餅店和擁有Zoff於香港、澳門及華南地區的特許經營權
2007年1月，利亞零售宣佈全面收購聖安娜餅店。
2011年6月20日，利亞零售從創業板轉往香港交易所主板掛牌，上市編號由8052改為831。
2011年6月20日，利亞零售以3380萬元買入觀塘輔仁街10至24號的4號舖面積約1000方呎的地舖。
2017年9月12日，利亞零售已與日本連鎖眼鏡品牌Zoff營運商Intermestic達成20年的特許經銷權協議，首家分店最快於10月登陸太古城，目標於2021年前引入35間分店。
2019年8月5日，旗下利亞華南廣州出售廣州區域的60多家OK便利店的100%控股特許經營權給蘇寧小店。
2020年11月5日，利亞零售出售旗下香港OK便利店業務予多倫多上市公司Alimentation Couche-Tard。

## 外部連結
- 利亞零售有限公司（页面存档备份，存于）
- 利豐集團（页面存档备份，存于）